# Ulica Kwarcowa w Łodzi
Ulica Kwarcowa w Łodzi (dawniej: Spółdzielcza oraz Violinenweg) – ulica w Łodzi położona w obszarze osiedla Julianów-Marysin-Rogi (dawne osiedle TOR im. Eugeniusza Kwiatkowskiego na Marysinie III).

## Nazwa ulicy
Pierwotnie ulica nosiła nazwę Spółdzielcza. W okresie okupacji hitlerowskiej nazwę zmieniono na Violinenweg. Po zakończeniu II wojny światowej przez krótki okres używano pierwotnej nazwy. W 1946 r. ulicy nadano nazwę: Kwarcowa.

## Historia
Obszar dzisiejszej ulicy Kwarcowej został zabudowany w latach 1934-1936 z inicjatywy Towarzystwa Osiedli Robotniczych (TOR), które zakupiło od miasta teren przy ówczesnej szosie do Łagiewnik (obecnie ulica Strykowska). Było to jedno z kilku przedsięwzięć budowlanych realizowanych w latach 30. w Łodzi w celu stworzenia tanich mieszkań dla klasy robotniczej. Budynki w rejonie dzisiejszej ulicy Kwarcowej (a także ulicy Ołowianej i Pawła Strzeleckiego) przeznaczone były dla pielęgniarek i tramwajarzy. W okresie II wojny światowej mieszkańcy byli wysiedlani, a ulicę zamieszkiwała ludność niemiecka. W okresie PRL została podłączona woda (1962) i gaz (lata 80.). W 1983 r. charakterystyczna zabudowa ulicy została zaprezentowana w Centrum Pompidou w Paryżu podczas wystawy pt. „Odsłony Polski”.

## Zabudowa
Zabudowa szeregowa ulicy Kwarcowej została zaprojektowana przez Helenę i Szymona Syrkusów (tzw. domki Syrkusów lub domki typu B). Ich styl różni się znacznie od budowanych równocześnie domów przy ulicy Ołowianej (projektowanych przez Barbarę i Stanisława Brukalskich). Budynki pierwotnie były identyczne: miały po 35 m²  powierzchni, składały się z pokoju i kuchni na parterze oraz części sypialnej na antresoli oraz strychu. Ich cechą charakterystyczną są drewniane obicia elewacji. Na skutek użytkowania przez indywidualnych właścicieli przez lata stały się różnorodne, tworząc nietypowy krajobraz miejski. Zabudowa ulicy Kwarcowej określana jest jako: domki krasnoludków lub pianinka.

## Galeria

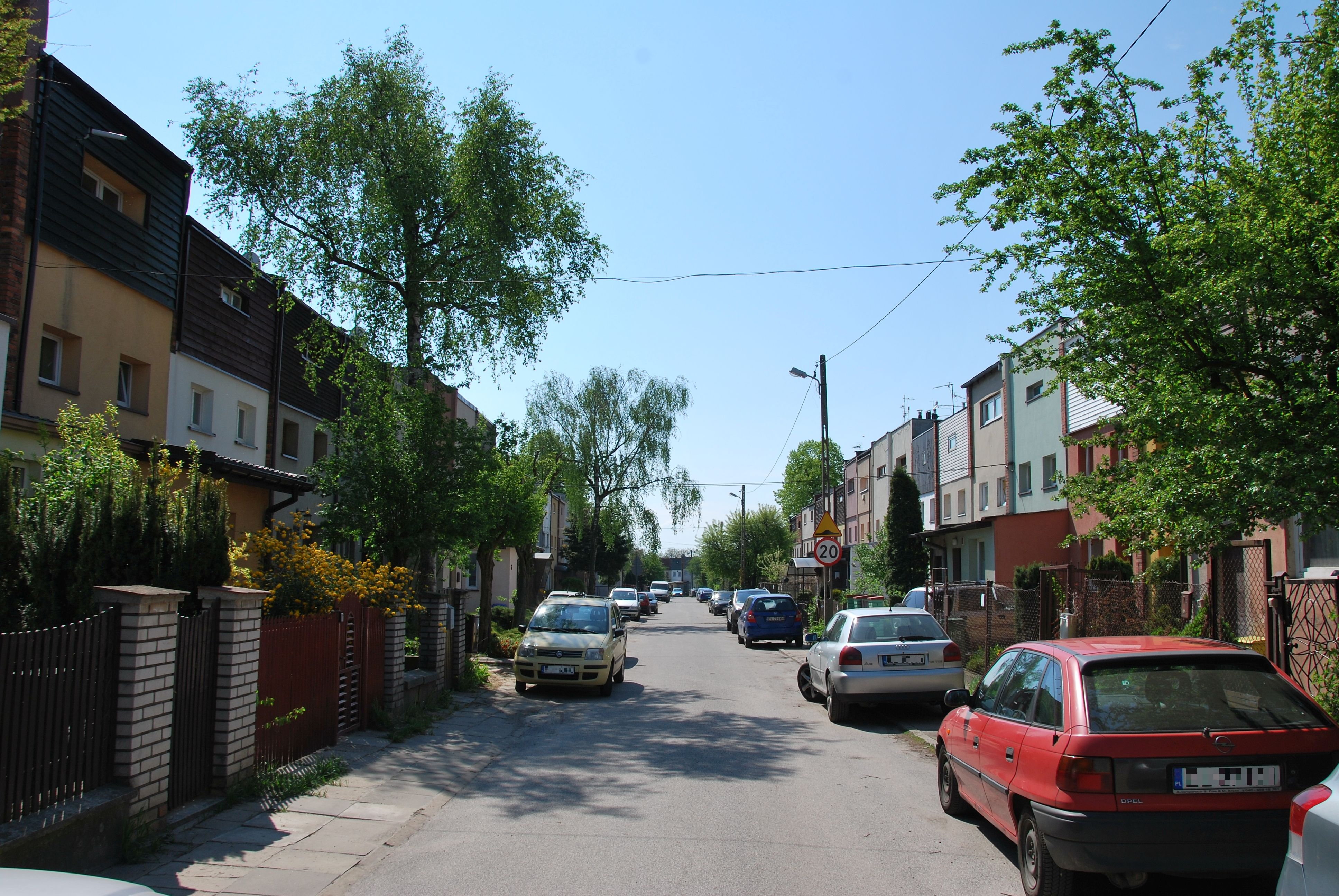
Ulica Kwarcowa w 2016 r.
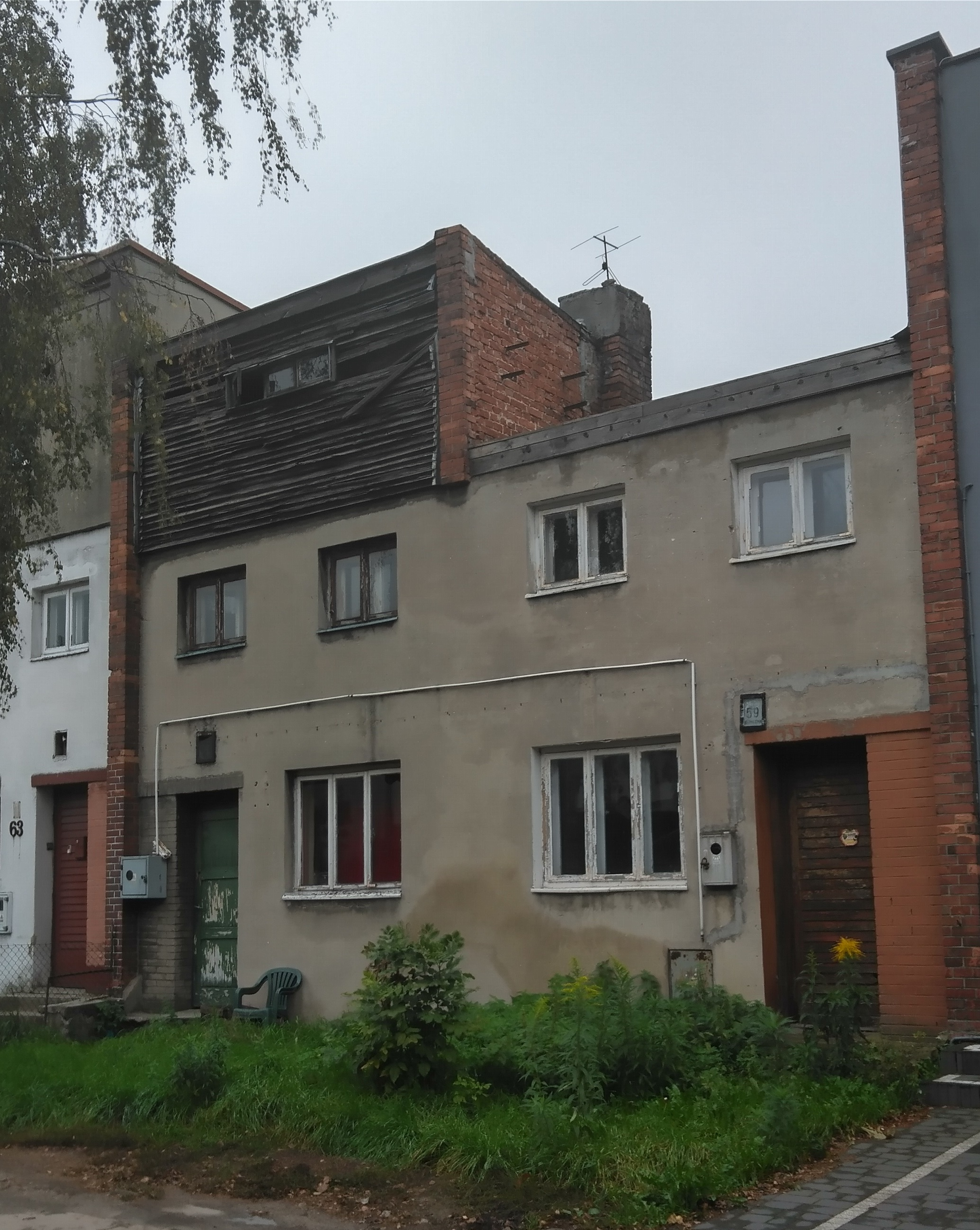
Przykładowy domek Syrkusów przy ulicy Kwarcowej (2024)
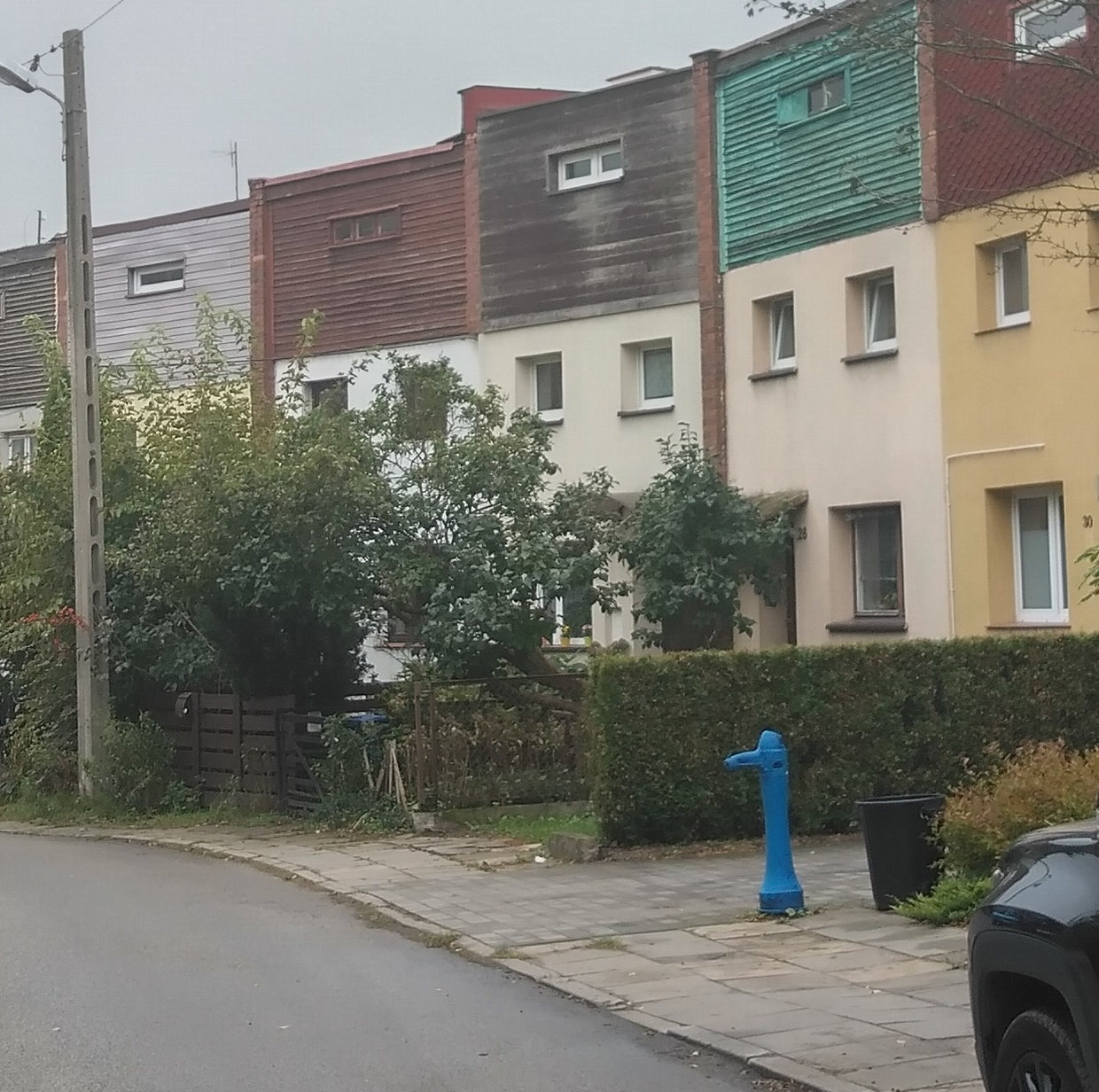
Fragment ulicy Kwarcowej z widocznym ostatnim zachowanym hydrantem (2024)
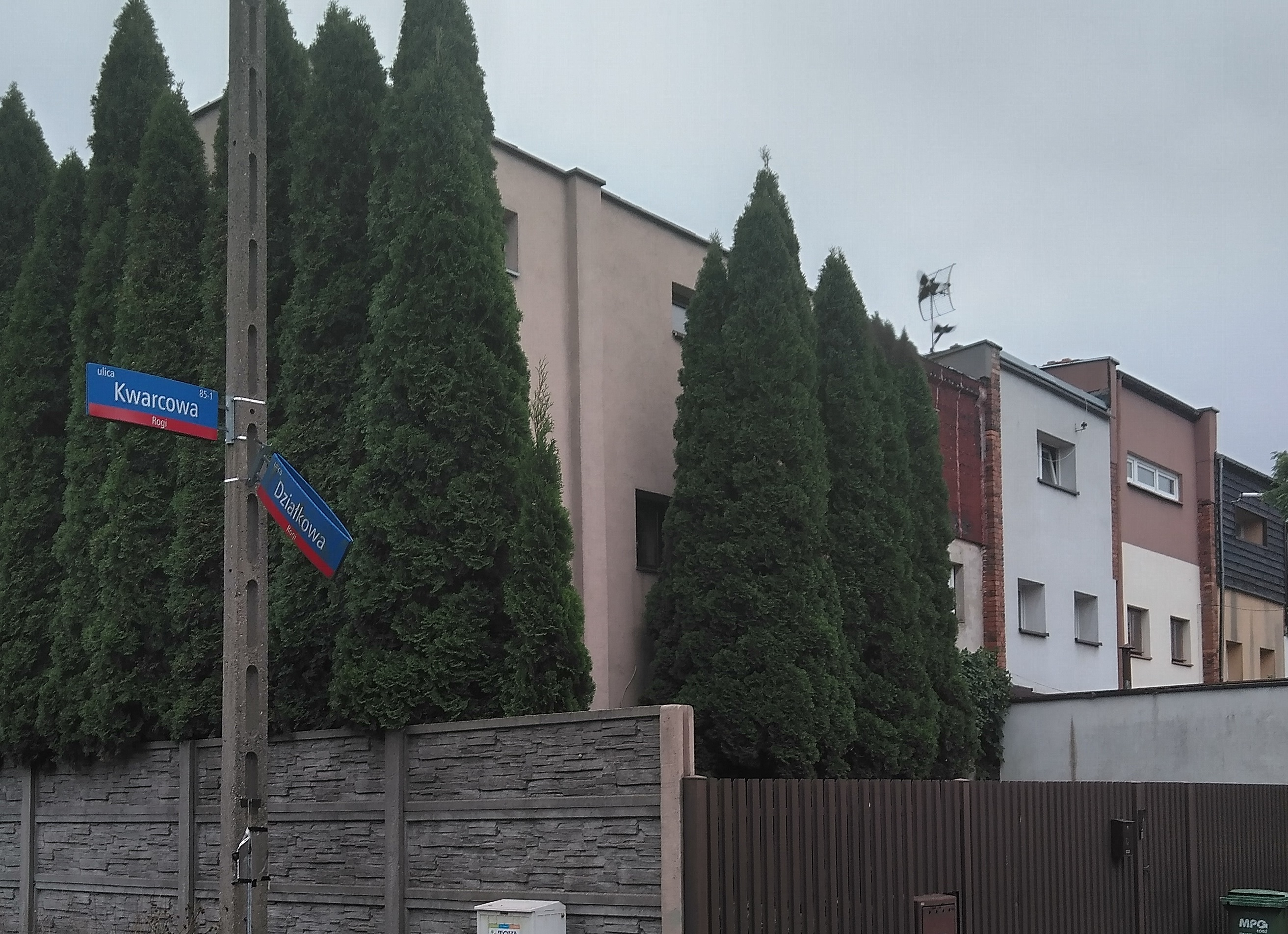
Początek ulicy Kwarcowej (2024)